# Stefan Tilg
Stefan Tilg (* 2. Juli 1976 in Zams) ist ein österreichischer klassischer und neulateinischer Philologe.

## Leben
Stefan Tilg studierte von 1994 bis 2000 an der Universität Innsbruck Klassische Philologie und Germanistik. Im Rahmen des Erasmus-Programms hielt er sich 1999/2000 ein Jahr an der Universität Siena auf. Nach dem Staatsexamen absolvierte er von 2000 bis 2001 das Lehramtspraktikum am Gymnasium Reithmannstraße in Innsbruck; anschließend nahm er ein Promotionsstudium im Fach Klassischen Philologie/Latein auf. Von 2002 bis 2003 war er Forschungsassistent im Projekt Geschichte der lateinischen Literatur in Tirol. Auch nach seinem Ausscheiden beteiligte er sich weiterhin als freier Mitarbeiter an diesem Projekt bis zum Abschluss 2012.
Nach seiner Promotion zum Dr. phil. (2003) arbeitete Tilg als Assistent am lateinischen Lehrstuhl der Universität Bern. Für sein Projekt Poetik im antiken Roman verlieh ihm der Schweizerische Nationalfonds ein Forschungsstipendium, das ihm einen längeren Aufenthalt am Corpus Christi College der Universität Oxford ermöglichte (2006 bis 2009). Im Anschluss erhielt Tilg ein weiteres Stipendium des Nationalfonds für das Projekt Apuleius and the Ancient Novel, das er an der Universität Zürich verfolgte. Gleichzeitig habilitierte er sich in Zürich 2009/2010 für Klassische Philologie und lateinische Philologie der Neuzeit.
2011 wurde Tilg zum Direktor des Ludwig Boltzmann Instituts für Neulateinische Studien in Innsbruck ernannt. Gleichzeitig hielt er bis 2014 als Privatdozent Lehrveranstaltungen an der Universität Zürich ab. Zum Wintersemester 2014/15 folgte er einem Ruf auf den Lehrstuhl für Latinistik an der Albert-Ludwigs-Universität Freiburg.
Stefan Tilgs Forschungsschwerpunkte sind der antike Roman, die neulateinische Literatur und die Rezeption der antiken Literatur.

## Schriften (Auswahl)
- Hoffnung auf ein goldenes Zeitalter oder Tyrolis pacifica. Text, Übersetzung, Kommentar und Nachwort. Innsbruck 2000, (Innsbruck, Universität, Diplom-Arbeit, 2000).
- Spes aurei saeculi. Hoffnung auf ein goldenes Zeitalter oder Tyrolis pacifica. Ein Innsbrucker Jesuitenschauspiel zur Hochzeit Erzherzog Ferdinand Karls mit Anna Medici (1646) (= Commentationes Aenipontanae. 34, ZDB-ID 528629-3 = Commentationes Aenipontanae. Tirolensia Latina. 4). Wagner, Innsbruck 2002, ISBN 3-7030-0373-1.
- mit Florian Schaffenrath: Achilles in Tirol. Der „bayerische Rummel“ 1703 in der „Epitome rerum Oenovallensium“ (= Commentationes Aenipontanae. 35, ZDB-ID 528629-3 = Commentationes Aenipontanae. Tirolensia Latina. 5). Eingeleitet, übersetzt und kommentiert. Wagner, Innsbruck 2004, ISBN 3-7030-0386-3.
- Die Hl. Katharina von Alexandria auf der Jesuitenbühne. Drei Innsbrucker Dramen aus den Jahren 1576, 1577 und 1606 (= Frühe Neuzeit. 101). Niemeyer, Tübingen 2005, ISBN 3-484-36601-X (Teilweise zugleich: Innsbruck, Universität, Dissertation, 2003: Die Innsbrucker Jesuitendramen zur Hl. Katharina aus den Jahren 1576, 1577, 1606.).
- Chariton of Aphrodisias and the Invention of the Greek Love Novel. Oxford University Press, Oxford 2010, ISBN 978-0-19-957694-4.
- Apuleius’ Metamorphoses. A Study in Roman Fiction. Oxford University Press, Oxford u. a. 2014, ISBN 978-0-19-870683-0.